# Manuel Santiago Godoy
Manuel Santiago Godoy (Salta, 25 de julio de 1948), más conocido como Indio Godoy, es un abogado y político argentino que supo desempeñarse por dieciséis años como Presidente de la Cámara de Diputados de la Provincia de Salta.

## Vida personal
Nació en Salta capital el 25 de julio de 1948 siendo el tercero de los cinco hijos que tuvieron Matilde Jorge y Manuel Simón Godoy. Finalizó sus estudios secundarios en el Colegio Nacional y en 1967 se inscribió en el profesorado de historia de la Universidad Nacional de Salta, carrera que abandonaría. En 1974 se muda a San Miguel de Tucumán para estudiar la carrera de abogacía en la Universidad Nacional de Tucumán en donde se egresaría en el año 1974 con los títulos de procurador, escribano y abogado. En esta casa de estudios es que empezó a militar activamente, siendo el secretario general de la Línea Independiente Antiimperialista en la que participarían otros futuros políticos como el diputado nacional por Salta, Guillermo Martinelli. En esa Universidad también conoció a  Edita Claverie quién sería su esposa y con la cual tendría cuatro hijos, entre ellos Lucas Javier Godoy que también sería político.

## Carrera política
En 1984 fue Juez de Instrucción Formal del Juzgado de Instrucción 3º - propuesto por el Gobernador Roberto Romero -  cargo al que renunció en 1985. Se desempeñó en 1985 como Secretario de Estado de Gobierno del Ministerio de Gobierno a cargo del Dr. Marcelo López Arias, y fue vicepresidente de la Sociedad del Estado – COPEC – que dirigió la construcción del Estadio DELMI, ya que correspondía a Salta ser sede del Campeonato Argentino de Basquet. En 1986 renunció como Secretario de Estado de Gobierno y fue designado asesor del Instituto Provincial de Seguros al tiempo que ejercía su profesión. En el período de 1995 fue Coordinador Regional de Relaciones Institucionales del Ministerio de la Producción.
En 1999 asumiría como diputado Provincial de Salta en reemplazo de Juan Manuel Urtubey que había asumido como diputado Nacional en la Cámara de Diputados de la Nación Argentina. En ese momento fue nombrado presidente del Bloque Justicialista y desde marzo de 2003 hasta 2019 se desempeñó ininterrumpidamente como Presidente de la Cámara de Diputados de la Provincia de Salta, llegando al récord de dieciséis años consecutivos en el puesto, sirviendo a dos gobernador distintos (Juan Carlos Romero y Juan Manuel Urtubey).
Godoy fue reelecto como diputado provincial en reiteradas ocasiones. 2001, 2005, 2009, 2013 y 2017. Siempre dentro de las filas del justicialismo. En el año 2013 estuvo muy cerca de perder la interna justicialista contra Ramos ya que él había sacado 12.208 votos y Abel Ramos 12.017. En las generales de ese año su caudal de votos crecería a 46.615 y sería el segundo candidato más votado en la categoría logrando tres bancas para el justicialismo, quedando por detrás de Claudio del Plá que había dado el batacazo al igual que el PO en todas las categorías. En el año 2017 ganó la interna de su partido con más tranquilidad obteniendo 23.424 votos contra los 4.550 de Fernando Pequeño Ragone, nieto del exgobernador Miguel Ragone. En las elecciones generales perdería votos, logrando 20.983 voluntades pero sería suficiente para renovar su mandato por cuatro años más.
En el 2019 con el cambio de gobernador, Gustavo Sáenz no le dio su apoyo para renovar la presidencia y el cuerpo legislativo votó por una fórmula presidida por Esteban Amat como presidente e Ignacio Jarsún como vicepresidente. Godoy conformaría el monobloque Justicialista y si diferenciaría del resto de justicialistas que le harían de oficialismo al gobernador entrante.
En 2021 se alejó de los primeros planos de la política y no intentó renovar su banca ni obtener otra en otra categoría. 